# Tage Östergren
Tage Ragnar Sigismund Östergren, född 11 mars 1890 i Karlskrona stadsförsamling i Blekinge län, död 15 augusti 1964 i Kungsholms församling i Stockholms stad, var en svensk ämbetsman.

## Biografi
Östergren avlade studentexamen i Lund 1909. Han avlade filosofie kandidatexamen vid Lunds universitet 1911 och juris kandidatexamen där 1916. Han gjorde tingstjänstgöring 1916–1917. Han tjänstgjorde 1917–1935 vid Riksförsäkringsanstalten: som tillförordnad notarie 1917–1918, som notarie 1918–1920 och som sekreterare och ombudsman 1920–1935. Åren 1935–1944 var han tillförordnat krigsråd och chef för Civilbyrån i Intendenturavdelningen vid Arméförvaltningen, varefter han var ordinarie krigsråd och chef för byrån 1944–1954. Åren 1954–1955 var Östergren chef för Administrativa byrån vid Arméintendenturförvaltningen.
Östergren var också sekreterare, sakkunnig och expert i flera statliga utredningar.